# 米格爾·加西亞·格拉納多斯
米格尔·加西亚·格拉纳多斯·伊·萨瓦拉（西班牙語：Miguel García Granados y Zavala，1809年—1878年）是危地马拉政治家，1871年至1873年担任危地马拉总统。

## 人物履历
加西亚·格拉纳多斯出生于西班牙安达卢西亚的圣玛丽亚港，后在拉丁美洲游学，曾在英国留学深造。他最终定居危地马拉。
从政后，加西亚与拉斐尔·卡雷拉以及其继承人比森特·塞尔纳·桑多瓦尔不和，最终，加西亚在1871年率领自由派知识分子起义，在墨西哥总统胡亚雷斯的支持下，加西亚在托托尼卡潘打败了政府军，迫使比森特·塞尔纳·桑多瓦尔下台，自任总统。
在位期间，他实施了一系列的改革措施，驱逐了耶稣会会士，实现新闻自由，并且推行世俗化改革，规定政教分离。加西亚还下令占领了洪都拉斯，并同样地推行了世俗化改革。
他在位两年，1873年卸任，自由党人胡斯托·鲁菲诺·巴里奥斯·奥延接替他成为新一任总统，并继承他的改革政策。卸任后，他继续写作，并为危地马拉各大报刊杂志提供文章。
1878年，加西亚在危地马拉城逝世。危地马拉城的一条大道以他的昵称“改革者”命名为“改革者大道”以向他示以敬意。他的头像印在10危地马拉格查尔的纸币上。

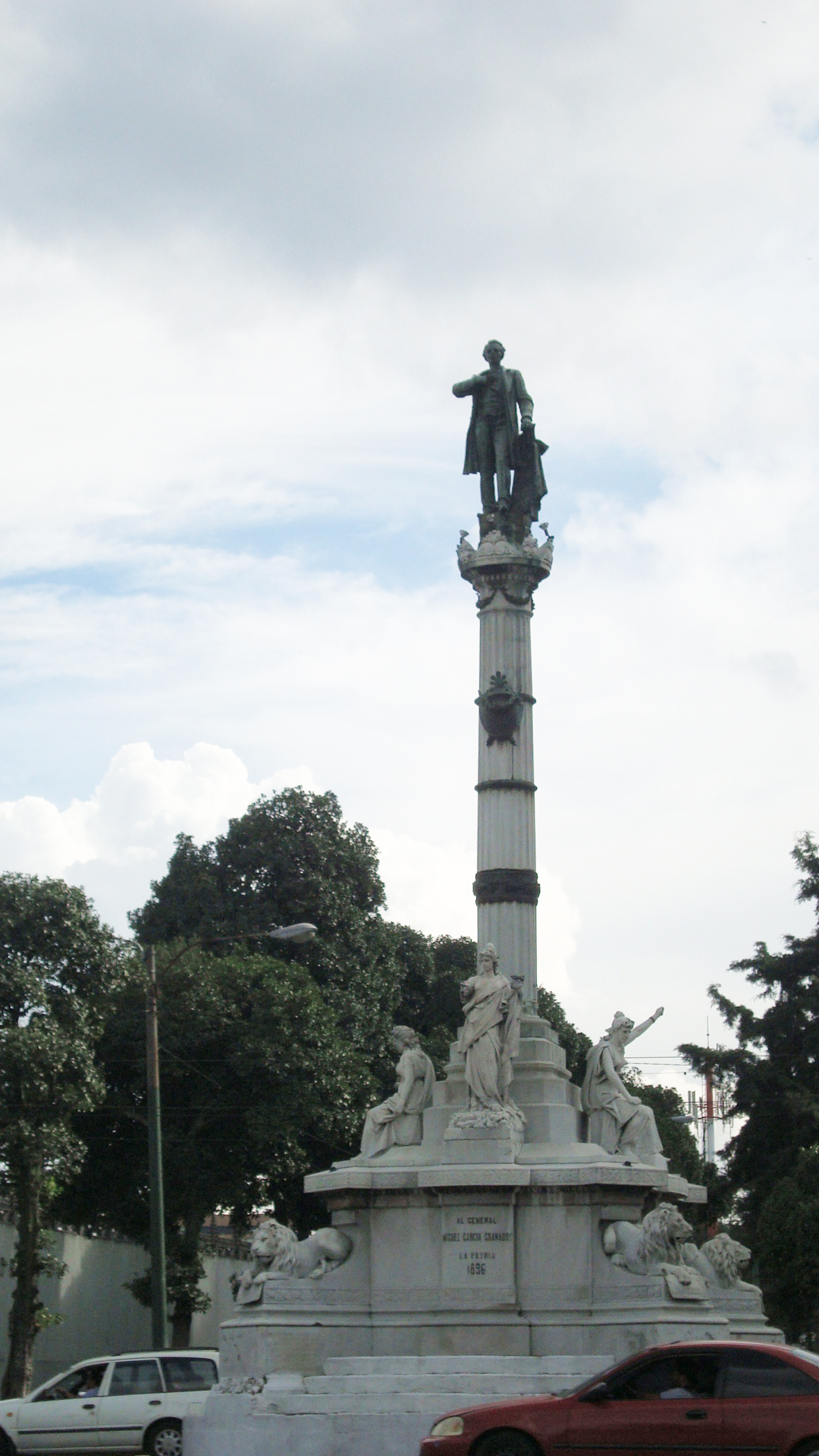
改革者大道旁的加西亚·格拉纳多斯雕像